# Il caso Maurizius (miniserie televisiva 1981)
Il caso Maurizius (nell'originale: Der Fall Maurizius) è una miniserie televisiva tedesca diretta dal regista Theodor Kotulla.
Articolata in cinque puntate, è andata in onda fra il 20 settembre ed il 13 ottobre del 1981, ed è stata basata sul romanzo omonimo - Il caso Maurizius, appunto - dello scrittore Jakob Wassermann, che lo pubblicò nel 1928. La sceneggiatura è di Karl Wittlinger.
La miniserie è stata prodotta da Chamier-Film e da Hans-Jürgen Bobermin e Fred Spirek per il network televisivo ZDF e si è avvalsa delle musiche originali di Eberhard Weber.

## Altre versioni
Sul romanzo di Wassermann sono stati realizzati, oltre a questa miniserie, un film e uno sceneggiato televisivo:
- Il caso Maurizius, film del 1954
- Il caso Maurizius, sceneggiato televisivo del 1961